# Präfektur Oujda-Angad
Oujda-Angad (arabisch عمالة وجدة - أنكاد, Tamazight: ⵡⵓⵊⴷⴰ ⴰⵏⴳⴰⴷ) ist eine Präfektur in Marokko. Sie gehört zur Region Oriental und liegt im Nordosten des Landes an der Grenze zu Algerien. Die Präfektur hat 250.736 Einwohner (2011), sie umfasst die Stadt Oujda und die sie umgebenden Orte.

## Größte Orte
| Gemeinde    | Einwohner (2. September 1994) | Einwohner (2. September 2011) |
| ----------- | ----------------------------- | ----------------------------- |
| Oujda       | 188.996                       | 250.738                       |
| Ahal Angad  | 14.634                        | 16.494                        |
| Isly        | 10.114                        | 23.896                        |
| Beni Khaled | 7.451                         | 7.104                         |
| Beni Drar   | 6.619                         | 8.919                         |
| Aïn Sefa    | 5.724                         | 5.082                         |
| Mestferki   | 5.505                         | 4.832                         |